# Altlerchenfeld
Altlerchenfeld war bis 1850 eine eigenständige Gemeinde und ist heute ein Stadtteil Wiens im 8. Wiener Gemeindebezirk Josefstadt. Kleine Teile Altlerchenfelds wurden 1850 dem 7. Wiener Gemeindebezirk Neubau zugeschlagen.
Unter diesem Namen ist von der Stadt Wien eine bauliche Schutzzone definiert.

## Lage
Altlerchenfeld erstreckt sich im Westen der Bezirke Josefstadt und Neubau entlang des Lerchenfelder Gürtels, der die westliche Grenze bildet. Im Norden wird die ehemalige Vorstadt durch die Josefstädter Straße begrenzt, im Süden reicht sie über die Lerchenfelder Straße hinaus in den 7. Bezirk hinein. Im Osten reicht sie etwa bis zur Piaristengasse. Bei der Teilung der Vorstadt zwischen den Bezirken Neubau und Josefstadt fielen 84 Prozent von Altlerchenfeld an die Josefstadt und 16 Prozent an den Bezirk Neubau.

## Geschichte

### Gründung und Besitzverhältnisse

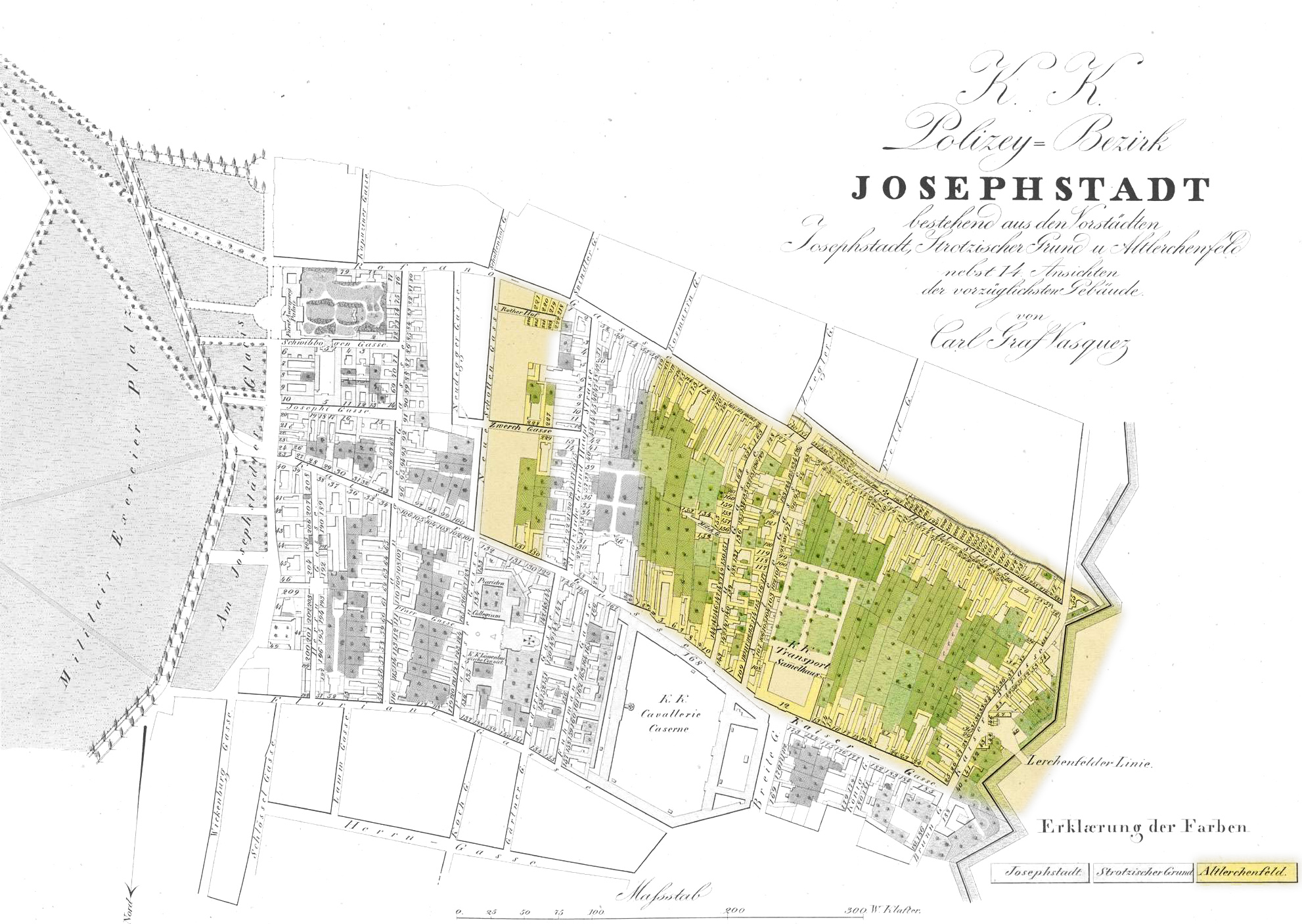
Altlerchenfeld um 1830. Im Plan ist Süden oben, daher links das Glacis, rechts der Linienwall

Das Lerchenfeld wurde als Flurname erstmals 1295 als Lerochveldt genannt. Die Namensherkunft ist umstritten, da die Lärche jedoch als Gebirgsbaum steinigen Boden vorzieht, der in diesem Gebiet nicht vorhanden ist, scheint eine Ableitung des Namens von der Lerche am wahrscheinlichsten.
Um 1337 kaufte der Hof große Teile des Lerchenfeldes für Jagdzwecke an, eine zunehmende Besiedelung setzte erst nach der Zweiten Wiener Türkenbelagerung ein. Ob es zuvor schon Häuser auf dem Lerchenfeld gab, ist urkundlich nicht belegt. Als 1704 mit dem Bau des Linienwalls begonnen wurde, war das Lerchenfeld bereits mit 60 Häusern bebaut. Dem Bau des Walls mussten fünf Häuser und ein Stadel weichen, das Linienamtsgebäude, an dem die Steuer für Waren eingehoben wurden, die Händler nach Wien brachten, entstand im Bereich der heutigen Lerchenfelder Straße und Sanettystraße. Der entstehende Linienwall zerschnitt jedoch das Lerchenfeld in zwei Teile. Der westliche Teil des Lerchenfelds, der nun außerhalb des Linienwalls lag, wurde in der Folge als Neulerchenfeld bezeichnet, das der Stadt näher liegende Gebiet des Lerchenfeldes erhielt den Namen Altlerchenfeld. Ein kleiner Teil von Altlerchenfeld nahm nach 1700 eine Sonderentwicklung. 1702 erwarb Gräfin Maria Katharina Strozzi das Dürre Lerchenfeld, das sich in der Folge zur Vorstadt Strozzigrund entwickelte. Ein Gebietsstreifen im Osten wurde dadurch vom Dorf Altlerchenfeld abgetrennt.
Die Grundherrschaft über das Dorf Altlerchenfeld übte bis 1704 Kaiser Leopold I. aus; am 21. Mai 1704 wurde sie von der Stadt Wien erworben. Maria Theresia, die ab 1740 regierte, kaufte das Dorf wieder zurück. Nach ihrem Tod 1780 wurde die Grundherrschaft Altlerchenfeld an Josef Freiherr von Hagenmüller zu Grünberg (1746–1824, Hof- und Gerichtsadvokat, Besitzer der Herrschaft Erdberg) verkauft. Am 1. Mai 1786 erwarb die Stadt Wien zunächst die Gerichtsbarkeit. Den Besitz der Grundobrigkeit erlangte die Stadt Wien erst am 1. September 1810 nach langwierigen Verhandlungen mit dem Fürsten Lobkowitz.

### Bebauung

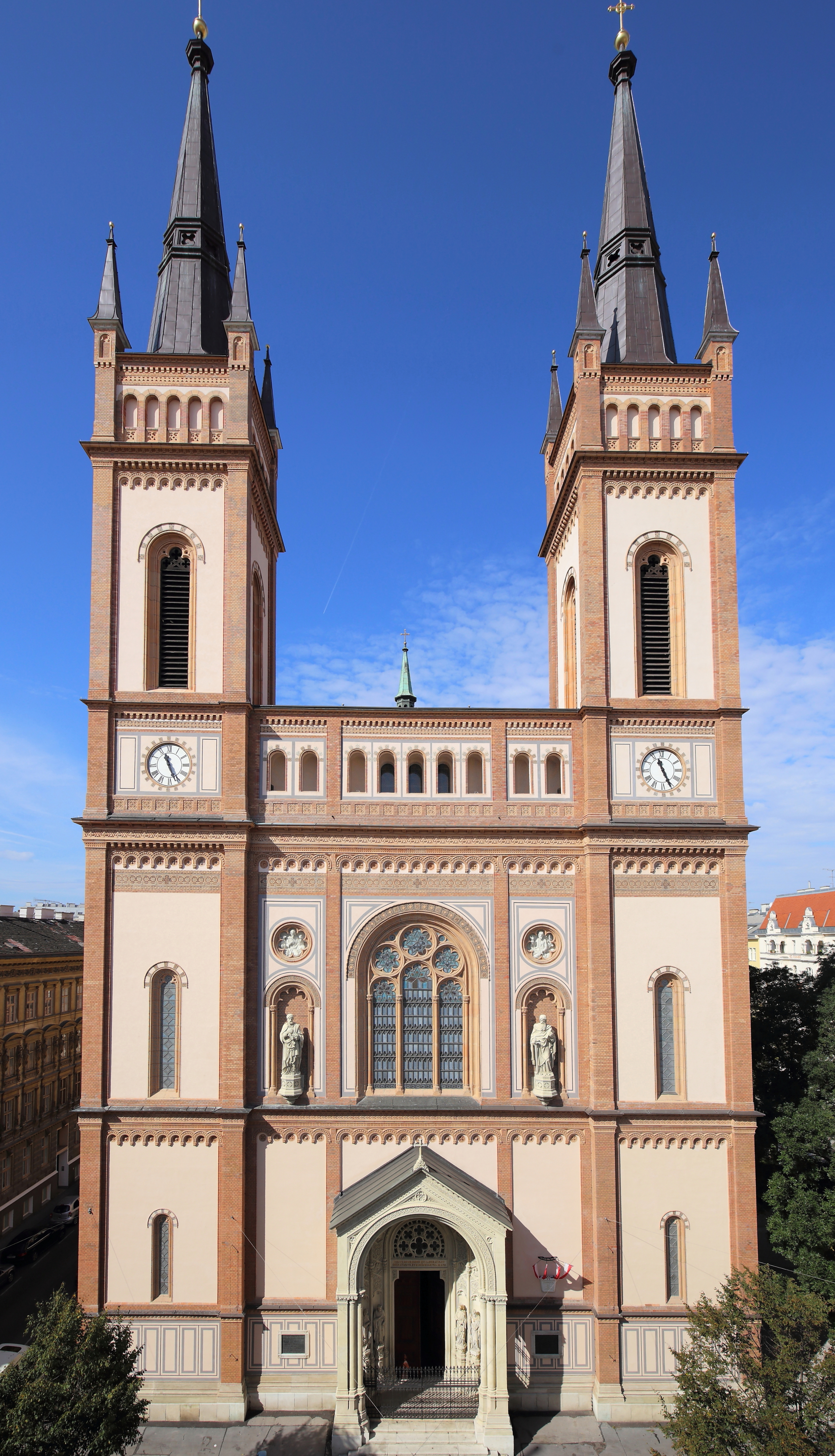
Altlerchenfelder Pfarrkirche im 7. Bezirk

Die Bebauung von Altlerchenfeld nahm nach dem Bau des Linienwalls stark zu. Altlerchenfeld profitierte vor allem vom wirtschaftlichen Aufschwung des im Süden benachbarten Schottenfelds, das gegen Ende des 18. Jahrhunderts der Hauptsitz der Wiener Industrie gewesen war. Altlerchenfeld wurde daher vor allem von Arbeitern des Gewerbes, insbesondere von Arbeitern der Textilindustrie, bewohnt. Daneben siedelten sich auch Angehörige des kleinen Handwerks an.
Altlechernfeld war bis zum Ende des 19. Jahrhunderts von ärmlichen, kleinen Häusern dominiert. Durch die Parzellierung des Besitzes des Hofbarbiers Leichtlein in 16 Bauplätze und des Grundstücks von Thomas Schwab in acht Bauplätze entstand 1727 die Neue Gasse, die heutige Lerchengasse. Die Alleegasse, heute Tigergasse, wurde 1783 zur Erschließung der Verbauung des Besitzes des Herrn von Biffinger trassiert. Die Stolzenthalergasse entstand 1850 durch die Schenkung des Hausbesitzers Matthias Stolzentaler; an ihr wurden 20 Häuser erbaut.
1780 hatte Altlerchenfeld bereits 182 Häuser und 6.528 Einwohner, 1795 war der Ort auf 231 Häuser angewachsen. Die Zahl der Häuser wuchs in der Folge nur noch in geringem Ausmaß, 1857 verfügte der Ort über 252 Häuser. Die Bevölkerungszahl war hingegen stärker angewachsen. 1821 lebten 8.455 Menschen in Altlerchenfeld, 1835 waren es 9.303, 1840 9.501 gewesen. 1857 wohnten bereits 10.585 Personen in der 1850 zu Wien eingemeindeten Vorstadt.
Das erste bedeutende öffentliche Gebäude war die 1713 errichtete Kapelle, errichtet von Michael Knorr, dem Hof- und Mundbäcker der Kaiserin Amalia. Die Kapelle war dem heiligen Sebastian, dem heiligen Rochus und der heiligen Rosalia geweiht. An Stelle der Kapelle wurde 1780–1782 eine Kirche erbaut. Die heutige Altlerchenfelder Pfarrkirche stammt aus der Mitte des 19. Jahrhunderts (Pläne: Johann Georg Müller) und wurde 1861 geweiht. Die 1750 beim Linienamt erbaute Kapelle wurde hingegen 1894 im Zuge der Abtragung des Linienwalls abgebrochen.
Das erste Gemeindehaus ließen die Altlerchenfelder 1727 in der Lerchengasse 19 errichten, 1750 entstand in der Blindengasse 16 ein Armenhaus. Die erste Schule der Gemeinde wurde 1770 in der Tigergasse 4 eröffnet.
1850 wurde Altlerchenfeld nach Wien eingemeindet. Von den 1857 gezählten 252 Häusern mit 10.585 Einwohnern bezog die Stadt Wien 213 Häuser mit rund 8.000 Einwohnern in den neuen Bezirk Josefstadt (damals 7., ab 1861 8. Bezirk) ein. Der südlich der Lerchenfelder Straße gelegene Teil der Vorstadt mit der Pfarrkirche kam an den Bezirk Neubau (damals 6., ab 1861 7. Bezirk).
Nach der Eingemeindung blieb die Einwohnerstruktur zunächst erhalten. Erst als um 1900 die Altbauten immer mehr durch repräsentative Neubauten ersetzt wurden, um die Rendite zu erhöhen, ging der Anteil an Arbeitern und Handwerkern unter den Bewohnern deutlich zurück.